# Камогава-Мару
Камогава-Мару — транспортне судно, яке під час Другої світової війни брало участь у операціях японських збройних сил на Тихому океані. 
Судно спорудили в 1938 році на верфі Mitsubishi Heavy Industries у Нагасакі для компанії  Toyo Kaiun. З 1940-го «Камогава-Мару» було зафрахтоване Mitsui Bussan, що використовувала його на рйесах до Індії та Ірану. 
У вересні 1941-го «Камогава-Мару» реквізували для потреб Імперського флоту Японії та до 15 жовтня переобладнали у авіатранспорт, який отримав захисне озброєння із двох 120-мм гармат.
13 – 23 грудня 1941-го транспорт здійснив круговий рейс для доставки літаків з Такао (наразі Гаосюн на Тайвані) до Легаспі на східному узбережжі філіппінського острова Лусон, де незавдовго до того висадився японський десант.
25 грудня 1941-го – 3 січня 1942-го «Камогава-Мару» виконав рейс з Такао до Давао на південному узбережжі філіппінского острова Мінданао, де збирались сили для вторгнення на схід Нідерландської Ост-Індії (сам Давао був захоплений японцями в останній декаді грудня). Далі аіатранспорт перейшов до Легаспі, а 18 – 23 січня виконав звідси рейс до Таракану (центр нафтовидобутку на сході Борнео, що був захоплений японцями в першій половині січня). 3 лютого «Камогава-Мару» прослідував до Балікпапану (ще один центр нафтовидобутку на сході Борнео, захоплений японським десантом в останній декаді січня).
28 лютого 1942-го «Камогава-Мару» вийшов з Балкпапану для доставки літаків на острів Балі. 2 березня в морі Балі біля північного взоду до протоки Ломбок авіатранспорт, що слідував у супроводженні трьох ескортних коарбілв, був атакований американським підводним човном USS Sailfish, що дав залп із чотирьох торпед з дистанції 4 км. Одна торпеда уразила «Камогава-Мару», який затонув за 5 хвилин, загинуло 326 осіб, більшість з яких були військовослужбовцями.